# Stade d'Abidjan
Lo Stade d'Abdijan è una squadra calcistica della Costa d'Avorio.
Il club è stato fondato nel 1936.
La società ha vinto 6 scudetti, 5 coppe nazionali e la Coppa dei Campioni d'Africa nel 1966.

## Palmarès

### Competizioni nazionali
- Campionato ivoriano: 6

1962, 1964, 1965, 1966, 1969, 2025
- Coupe de Côte d'Ivoire: 5

1971, 1976, 1984, 1994, 2000
- Coppa Félix Houphouët-Boigny: 2

1985, 2018

#### Competizioni internazionali
- CAF Champions League: 1

1966

### Altri piazzamenti
- Campionato ivoriano:

Secondo posto: 2023-2024
- Coupe de Côte d'Ivoire:

Finalista: 1961, 1968, 1972, 1988, 1995, 1998, 2004, 2018
- Coppa CAF:

Semifinalista: 2000